# Carlo Rim
Carlo Rim (pseudonyme de Jean Marius Richard) est un romancier, essayiste, scénariste, réalisateur et dessinateur de presse français né le 19 décembre 1902 à Nîmes et mort le 3 décembre 1989 à Marseille.

## Biographie

### Famille et formation
Jean Marius Richard naît à Nîmes le 19 décembre 1902. Son père, Marius Richard, issu d'une modeste famille de Lézan, est rédacteur en chef du Petit Provençal . Il meurt en 1924 des suites d'un accident de voiture.
En villégiature à Arcachon, le jeune Jean Marius Richard a l'occasion de disputer une partie de tennis avec Max Linder. Ayant échoué au baccalauréat, il révise la session d'octobre avec Marcel Pagnol, avec qui il joue au bilboquet et qui l'assure que l'obtention de ce diplôme n'a pas d'importance. Il échoue à nouveau. Il restera ami avec Pagnol et devient également l'ami de Roger Martin du Gard qui séjourne dans un petit hôtel de Cassis où il écrit Les Thibault.
Pour inventer son pseudonyme, il utilise ses initiales RJM, puis remplace le J par un I. Quant à Carlo, il s'agit d'un prénom italien en vogue en France à cette époque. 
Il publie sous ce nom ses premiers dessins dans Le Petit Provençal, dont son père est rédacteur en chef, sans que ce dernier sache qu'il en est l'auteur.
Le 10 mai 1935, il épouse à Paris à la mairie du 16e, Alice Colleye (1904-1978) — par ailleurs mère du journaliste Jean-Francis Held —, artiste-peintre, journaliste, scénariste et metteuse en scène sous les pseudonymes de Caro Canaille et Alice O'Colleye.
En 1940, il se réfugie avec sa femme d'origine juive et leur fils dans une villa à Cassis où il héberge l'acteur Robert Lynen.
Il est le père de l'écrivain et réalisateur Jean-Pierre Richard.
Carlo Rim a notamment été l'ami de Vincent Scotto, Georges Simenon, Tristan Bernard, André Gide, Louis Jouvet, Raimu, Moïse Kisling et Max Jacob.

### Scénariste et réalisateur
Carlo Rim signe une quarantaine de scénarios ou d'adaptations et de dialogues dont le plus fameux est celui de Justin de Marseille, un film de gangsters mis en scène par Maurice Tourneur (1935).  S'il se spécialise dans le film humoristique (Le Mort en fuite d'André Berthomieu, Le Bois sacré de Léon Mathot, L'Insaisissable Frédéric de Richard Pottier), Rim touche aussi à d'autres genres, comme la comédie policière (La Ferme aux loups, à nouveau de Richard Pottier), l'adaptation romanesque (Tarass Boulba d'après Gogol), et le drame paysan (Le Val d'enfer de Maurice Tourneur).
En 1942, il passe derrière la caméra, cosignant avec Fernandel la mise-en-scène de Simplet, une comédie dont Fernandel est la vedette.  En 1948, Rim signe son premier film en tant qu'auteur complet (réalisateur et scénariste).  Ce sera L'Armoire volante (1948), que Jean Tulard décrit comme « une farce macabre où Fernandel est au sommet de son art ».  Trois ans plus tard, suit La Maison Bonnadieu (1951), une autre comédie, cette fois avec Danielle Darrieux et Bernard Blier.  En plus d'écrire et de diriger le film, Rim écrit le texte de la chanson thème du film, La Complainte des infidèles, que chante Mouloudji sur une  musique de Georges Van Parys, et qui connaitra un certain succès.
Rim  et dirige aussi bien Louis de Funès, Fernandel, Darry Cowl que Louis Jouvet et Danielle Darrieux.

### Auteur
Rédacteur en chef des revues Vu et Jazz, il est l'auteur de deux chansons, La Complainte des infidèles (1951) et La Complainte des truands (1952), toutes deux mises en musique par Georges van Parys.
Ses mémoires intitulés Mémoires d'une vieille vague — par opposition à la Nouvelle Vague — sont publiés en 1961 chez Gallimard.
En 1981, il publie son journal pour la période 1916-1940, Le Grenier d'Arlequin, dont il avait prévu une suite qui ne sera jamais publiée.

### Mort
Il meurt à Marseille le 3 décembre 1989.

### Décoration
- Commandeur de l'ordre des Arts et des Lettres (10 novembre 1978)[9]

## Filmographie

### En tant que scénariste
- 1934 : Zouzou de Marc Allégret
- 1935 : Justin de Marseille  de Maurice Tourneur
- 1935 : Gaspard de Besse  d'André Hugon
- 1936 : Tarass Boulba d'Alexis Granowsky
- 1936 : 27, rue de la Paix de Richard Pottier
- 1936 : Le Mort en fuite  d'André Berthomieu
- 1937 : L'Homme à abattre de Léon Mathot
- 1937 : Blanchette de Pierre Caron
- 1937 : Les Secrets de la mer Rouge de Richard Pottier
- 1938 : Êtes-vous jalouse ? d'Henri Chomette
- 1938 : Nostalgie de Victor Tourjansky
- 1938 : Hercule  d'Alexandre Esway[N 2]
- 1938 : Éducation de prince d'Alexandre Esway
- 1939 : Le Bois sacré de Léon Mathot
- 1941 : Parade en sept nuits de Marc Allégret
- 1942 : Simplet de Fernandel
- 1943 : Le Val d'enfer de Maurice Tourneur
- 1943 : La Ferme aux loups de Richard Pottier
- 1946 : L'Insaisissable Frédéric de Richard Pottier
- 1947 : Miroir de Raymond Lamy
- 1948 : Cité de l'espérance de Jean Stelli
- 1949 : Monseigneur de Roger Richebé
- 1950 : L'Amant de paille de Gilles Grangier
- 1954 : Secrets d'alcôve, pour le sketch Le Lit de la Pompadour de Jean Delannoy

### En tant que réalisateur et scénariste ou scénariste-adaptateur
- 1942 : Simplet[N 3]
- 1948 : L'Armoire volante
- 1951 : La Maison Bonnadieu
- 1952 : Les Sept Péchés capitaux, pour le sketch La Gourmandise
- 1953 : Virgile
- 1954 : Escalier de service
- 1956 : Les Truands
- 1957 : Ce joli monde
- 1959 : Le Petit Prof
- 1963 : Treize Contes de Maupassant (série télévisée)
- 1964 : Dulcinea del Toboso
- 1965 : Don Quijote (de) (feuilleton TV)
- 1976 : Le Sanglier de Cassis  (TV)